# Kamala Harris
Kamala Devi Harris , ameriška pravnica in političarka, * 20. oktober 1964, Oakland, Kalifornija, ZDA.
Z inavguracijo 20. januarja 2021 je po zmagi na novembrskih predsedniških volitvah skupaj Joeom Bidenom, postala prva ženska in prva temnopolta podpredsednica Združenih držav Amerike. Januarja 2021 je v času nadomeščanja predsednika Bidna kot prva ženska v zgodovini nastopila dolžnosti funkcije predsednika Združenih držav Amerike, in sicer za uro in 25 minut.
Pred izvolitvijo na podpredsedniško mesto je bila senatorka ZDA iz Kalifornije.
Na volitvah 2024 je kot kandidatka Demokratov kandidirala za predsednico ZDA.

## Izobraževanje in zgodnja kariera
Njena mati je kot študentka imigrirala iz Indije, oče pa je temnopolti Jamajčan. Z mlajšo sestro Mayo je odraščala v Oaklandu in kasneje v Berkeleyju, vzgajala ju je zlasti mati, ki se je v tem času ločila od njunega očeta. Študirala je pravo na Howardovi univerzi v Washingtonu in nato na Hastingsovem pravnem kolidžu Univerze Kalifornije, kjer je leta 1989 diplomirala.
Kariero je začela v uradu okrožnega tožilstva okrožja Alameda v Kaliforniji, od koder so jo povabili v urad okrožnega tožilstva San Francisca in od tam v urad mestnega tožilstva San Francisca. Leta 2003 je bila izvoljena za okrožno tožilko San Francisca. Nato je leta 2010 postala generalna tožilka Kalifornije, leta 2014 je bila na ta položaj izvoljena znova.

## Politika
Leta 2016 je na volitvah v Senat premagala Loretto Sanchez in s tem postala šele druga oseba afroameriškega rodu ter prva oseba južnoazijskega rodu v zgornjem domu ameriškega Kongresa. Kot senatorka je med drugim zagovarjala reformo zdravstva, integracijo in pot do državljanstva za nedokumentirane imigrante, delno dekriminalizacijo kanabisa, prepoved jurišnih pušk in reformo progresivnega obdavčenja. Pozornost je pritegnila tudi z ostrim izpraševanjem članov Trumpove administracije na zaslišanjih v Senatu, sicer pa je bila med Američani razmeroma neznana.

### Podpredsednica ZDA
Leta 2019 se je potegovala za demokratsko nominacijo za predsednico ZDA, a je v začetku decembra končala kampanjo zaradi finančnih težav in nekaj mesecev kasneje podprla Bidna. Ko si je izboril demokratsko nominacijo, jo je ta nato imenoval za svojo kandidatko za podpredsednico. Na volitvah novembra 2020 sta premagala glavna protikandidata Republikanske stranke, dvojec Trump/Pence.
19. januarja 2021 je kot prva ženska v zgodovini nastopila dolžnosti funkcije predsednika Združenih držav Amerike, in sicer za uro in 25 minut v času nadomeščanja predsednika Bidna zaradi njegove začasne nezmožnosti opravljanja funkcije (predsednik je bil med preventivno kolonoskopijo uspavan).

### Predsedniške volitve 2024
Potem, ko je Joe Biden 21. julija 2024 umaknil predsedniško kandidaturo, je Harris istega dne napovedala kandidaturo za predsednico ZDA na novembrskih volitvah. Naslednjega dne si je že zagotovila zadostno podporo delegatov in postala verjetna kandidatka stranke. V naslednjih dneh so jo podprli tudi nekateri politiki, ki so se v javnosti omenjali kot morebitni kandidati za predsednika po Bidnovem umiku, guvernerji Gavin Newsom, Phil Murphy in Josh Shapiro. 6. avgusta je za podpredsedniškega kandidata oznanila Tima Walza, guvernerja Minnesote, in istega dne uradno postala demokratska kandidatka. Na konvenciji, ki je potekala od 19. do 22. avgusta, pa je še formalno sprejela nominacijo.